# Marc-André Houmard

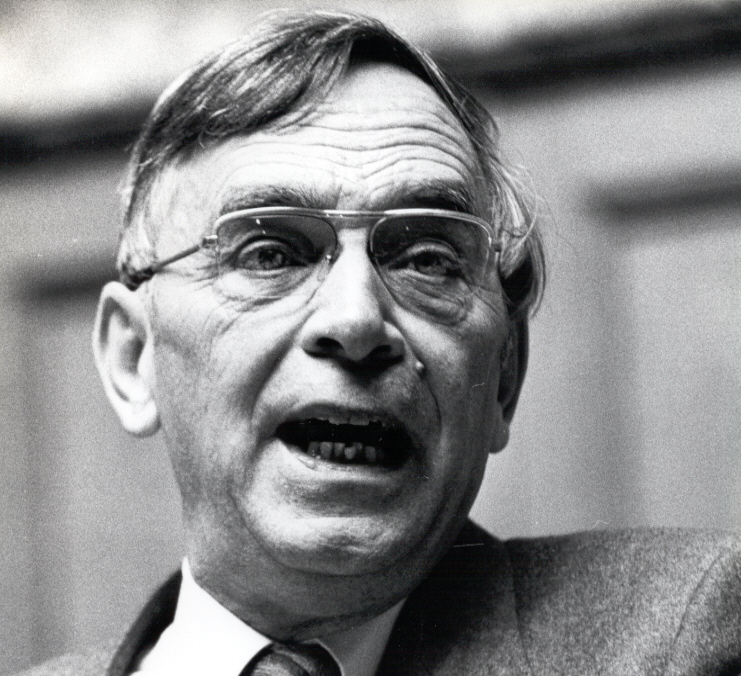
Marc-André Houmard (1986)

Marc-André Houmard (* 11. April 1928 in Moutier; † 21. Juli 2014 ebenda) war ein Schweizer Unternehmer der Holzwirtschaftsbranche, Fachlehrer und Politiker (FDP). Von 1979 bis 1991 vertrat er den Kanton Bern im Nationalrat.

## Biografie
Houmard, dessen Familie aus Champoz stammte, lebte im benachbarten Malleray und erhielt dort seine Schulbildung. Nachdem er an der Kantonsschule Solothurn die naturwissenschaftliche Matura abgeschlossen hatte, studierte er ab 1948 im bayerischen Rosenheim am Holztechnikum. 1952 folgte eine Weiterbildung an der École supérieure du bois in Paris. Ab 1953 war er zuerst als Lehrer, später als Direktor der Holzfachschule (heutige Berner Fachhochschule Architektur, Holz und Bau) in Biel tätig, bis zu seiner Pensionierung im Jahr 1993. Ebenso arbeitete er im familieneigenen Holzhandels- und Verarbeitungsbetrieb in Malleray, ab 1972 als Direktor und Verwaltungsratspräsident.
Von 1952 bis 1972 war Houmards Vater Marc Präsident der probernischen Union des patriotes jurassien gewesen, die sich dezidiert gegen die Schaffung des Kantons Jura aussprach. Auch Sohn Marc-André engagierte sich in der Jurafrage politisch für die Sache der Proberner und präsidierte von 1977 bis 2007 die Nachfolgeorganisation Force démocratique. Projurassische Separatisten der Front de libération jurassien verübten 1963 einen Brandanschlag auf die Sägerei der Houmards. Ein weiterer Anschlag ereignete sich 1992; dieser wird Christophe Bader, einem Mitglied der Béliers, zugeschrieben. Bei der Gründung des Kantons Jura 1979 blieb der Amtsbezirk Moutier, in dem Malleray liegt, beim Kanton Bern.
Houmard wurde im selben Jahr in den Nationalrat gewählt, dem er bis 1991 angehörte. Er setzte sich besonders für die Holzwirtschaft ein. Eine 1980 von ihm eingebrachte Motion führte zu einer Revision des Forstgesetzes, die eine stärkere Nutzung von Holz als Baumaterial zum Ziel hatte. Ebenso wirkte er massgeblich bei der Ausarbeitung des 1991 in Kraft getretenen Waldgesetzes mit. Houmard war 1983 Mitbegründer und anschliessend Präsident des «Komitees Schweizer Holz». Daraus entstand 1996 die Holzwirtschaftskonferenz (HWK), die er ebenfalls präsidierte. 2000 fusionierte die HWK mit der Schweizerischen Arbeitsgemeinschaft für das Holz. Der neue Verband «Lignum, Holzwirtschaft Schweiz» stand ebenfalls unter seiner Leitung. In seinem letzten Amtsjahr als Verbandspräsident vertrat er die Schweizer Holzbranche an der Expo.02 in Neuchâtel, die sich mit dem Palais de l’Équilibre präsentierte.
Politisch trat Houmard letztmals 2013 als Mitglied des Komitees Notre Jura bernois in Erscheinung, vor der Abstimmung über eine mögliche Fusion des Berner Juras mit dem Kanton Jura. Die Vorlage wurde im Berner Jura deutlich abgelehnt.